# موزه ایران باستان و کتابخانه ملی
موزهٔ ایران باستان و کتابخانهٔ ملی مربوط به دورهٔ معاصر است و در تهران، خیابان امام خمینی (تهران)، خیابان سی تیر واقع شده‌است. این اثر در تاریخ ۲۶ آبان ۱۳۷۵ با شمارهٔ ثبت ۱۷۶۵ به‌عنوان یکی از آثار ملی ایران به ثبت رسیده‌است.

## معماری
معمار این ساختمان آندره گُدار، معمار فرانسوی بوده‌است که در طراحی آن کاخ کسری در شهر تیسفون در دوران ساسانی را در ذهن داشته‌است. در فروردین ۱۳۱۳ آندره گدار (معمار، ایران‌شناس و مدیر عتیقیات یا همان اداره باستان‌شناسی وقت) طرح موزه را کامل و سپس از سال ۱۳۱۴ خورشیدی ساخت آن آغاز شدالگو:پرورش ذوق عامه، علی قلی‌پور که در مدت دو سال عملیات ساختمانی آن به‌وسیلهٔ حاج عباسعلی معمار و استاد مراد تبریزی تکمیل شد و در سال ۱۳۱۶ خورشیدی رسماً گشایش یافت.
نما و سردر ورودیِ موزه به‌شیوهٔ نمای ایوان کسری ساخته شد. («ایوان کسری» نام کاخ شناخته‌شدهٔ شهر تیسفون، پایتخت دولت ساسانی است که ایوان آن ۳۵ متر بلندی، ۵۰ متر پهنا و ۲۵ متر ژرفا دارد). رنگ آجرها نیز به همین منظور به رنگ سرخ تیره تعیین شده تا نمایانگر معماری عصر ساسانی باشد. بنای موزه حدود ۱۱٬۰۰۰ مترمربع است که ساختمان اصلی آن در سه طبقه ایجاد شده‌است.
در آغاز، طبقهٔ اول موزه به بخش ایران پیش از اسلام و طبقهٔ دوم موزه به بخش پس از اسلام اختصاص یافت.

گسترش کاوش‌های باستان‌شناختی و ازدیاد روزافزون آثار در موزهٔ ایران باستان، موجب شد که این موزه طی چند مرحله، گسترش کمّی و کیفی یا درحد فاصل سال‌های ۱۳۵۷ تا ۱۳۷۰، علاوه بر تعویض ویترین‌های موزه، نوسازی سیستم گرمایشی و سیستم برقیِ موزه، واحدهایی تحت عنوان انبار و گنجینه در زیر موزه، ساخته و اضافه شد.
در سال ۱۳۷۵، آثار دوران اسلامی، رسماً از موزهٔ ایران باستان منفک و به ساختمان مجاور موزه، که ساختمان از سال ۱۳۳۷ ساخته شده‌بود، منتقل شد.
این ساختمان که در سال ۱۳۳۷ ساخته شده‌بود، در ابتدا با هدف احداث موزهٔ مردم‌شناسی مدنظر بود، که پس از انقلاب، با ایجاد سازمان میراث فرهنگی و تمرکز اشیاء باستانی در موزهٔ ایران باستان، طرح تغییر نام کلی موزه به «موزهٔ ملی ایران» و اضافه شدن موزه‌ای تحت عنوان «موزهٔ اسلامی» مطرح و اجرا شد که در نهایت در سال ۱۳۷۵ با گشایش رسمی موزهٔ دوران اسلامی، مجموعهٔ موزهٔ ایران باستان و موزهٔ دوران اسلامی، تحت عنوان «موزهٔ ملی ایران» رسمیت یافت.